# جاده هراز
جاده هراز یا جاده ۷۷ ، مهم‌ترین جاده مابین استان‌های تهران-مازندران است. این جاده از درهٔ رود هراز می‌گذرد و نزدیک‌ترین راه اصلی به قله دماوند است.
این جاده در سال ۱۳۴۲ بعنوان یک راه دسترسی اصلی در رودهن و دره هراز، به بهره‌برداری رسید. در طول ۲۳ سال ساخت، کشته‌ها و زخمی‌های زیادی را از خود به جای گذاشت. این روند به ویژه پس از گشودن راه به روی وسایل نقلیه نیز ادامه یافت. تا اینکه مشکلات ناشی از ناپایداری دامنه‌ها، دولت وقت را وادار به احداث جاده ای جدید نمود که از رودهن، دماوند، فیروزکوه و سوادکوه می‌گذشت. این جاده در سال ۱۳۶۲ به بهره‌برداری رسید. اما از سوی دیگر، سکونت و ساخت و ساز در مسیر هراز (دره هراز) و همچنین لزوم دستیابی به تأسیسات مهمی چون سد لار، سبب شد تا فکر بستن جاده هراز که به عقیده صاحبنظران، خطرناکترین راه موجود در کشور است، هیچگاه عملی نشود. عامل اصلی تمامی این مشکلات کمبود مطالعات سایت در هنگام مسیر یابی بود که اثراتش را به صورت حوادث بعدی برجای گذاشته و می‌گذارد.
این جاده یکی از زیباترین و تاریخی‌ترین جاده‌های جهان است که به انتخاب مردم ایران در سال هشتاد و نه بعد از جاده زیبای چالوس دومین جاده زیبای ایران انتخاب شده‌است، همچنین این جاده تاریخ منطقه عظیم البرز و رودهن، آمل و ایران را بیان می‌کند. جاده هراز کوتاه‌ترین مسیر تردد میان دو شهر رودهن و آمل و استانهایتهران و مازندران است. برآورد می‌شود که فقط در ایام نوروز، این جاده میزبان ۴ میلیون مسافر باشد. حجم زیاد تردد در کنار ظرفیت کم جاده گاهی موجب به وجود آمدن ترافیک‌های بسیار طولانی می‌شود، به همین لحاظ پروژهٔ چهارخطه کردن این جاده در دست اجرا بوده که تا پایان پاییز سال ۱۴۰۲ بیشتر این مسیر چهار خطه شده‌است و فقط ۳۳ کیلومتر از آن همچنان به صورت دو خطه می‌باشد. جاده هراز دارای ۱۷ تونل بوده که طولانی‌ترین آن‌ها بیش از ۳۲۹۰ متر طول دارد. کار ساخت این جاده ۲۳ سال به طول انجامید.

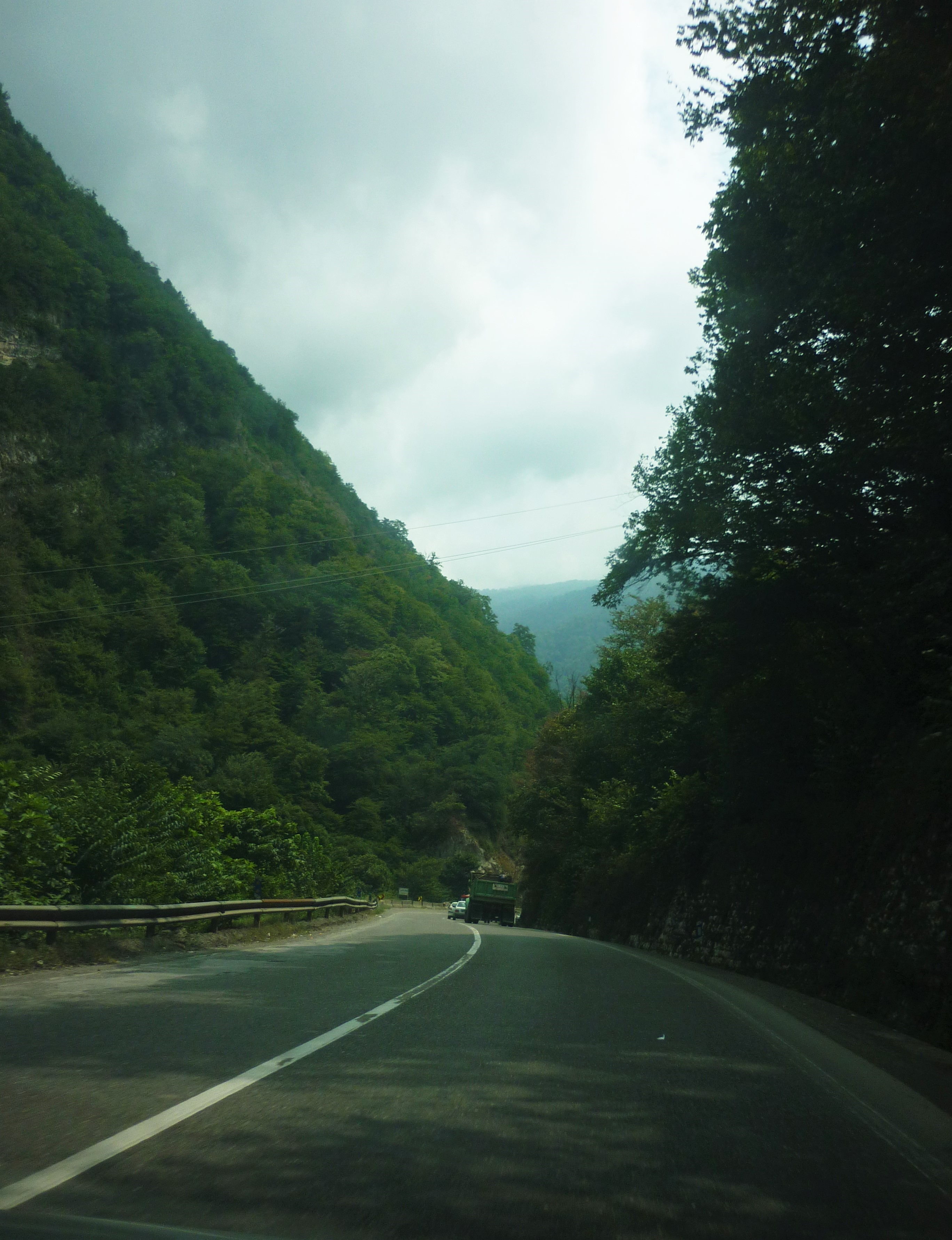
طبیعت جاده هراز

اگرچه استفاده از دره هراز به عنوان راه ارتباطی آمل به ری سابقه بسیار طولانی دارد، ولی جاده هراز یکی از جدیدترین جاده‌های اتومبیل روی منتهی به شمال کشور است. در اطراف این جاده جاذبه‌های گردشگری تاریخی، طبیعی و مذهبی وجود داشته و همین امر نیز موجب ترغیب مسافران بیشتری به استفاده از این جاده شده‌است.

## تاریخچه

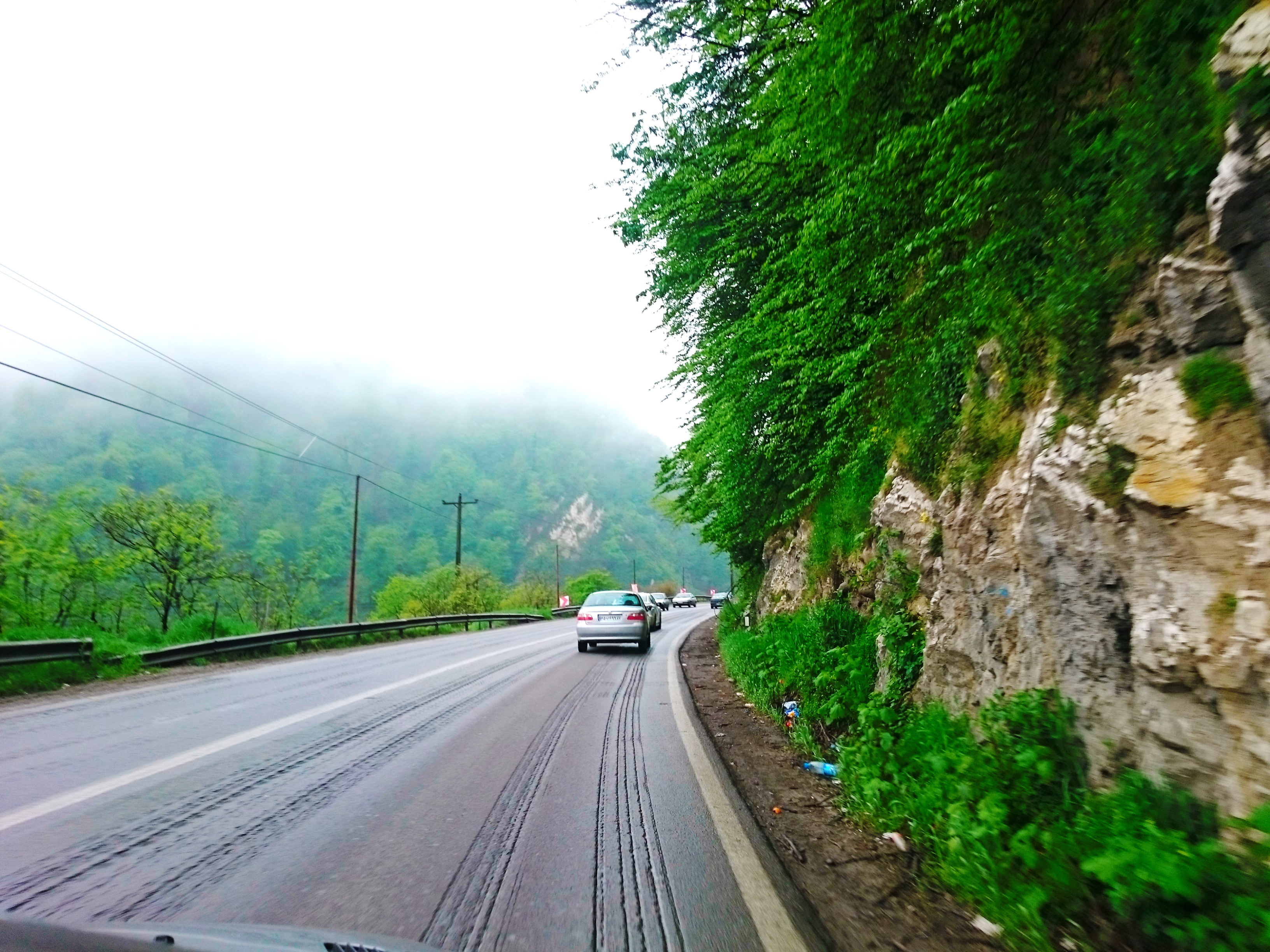
جاده هراز - کلرد

آثار به جای مانده از راه باستانی هراز تنگه بند بریده

در محل تنگه بند بریده، آثاری از راه باستانی ری به آمل به چشم می‌خورد. این آثار حکایت از آن دارد که حداقل از زمان ساسانیان، محور رود هراز، به عنوان یک جاده مستقل مورد استفاده بوده‌است، که بر همین اساس جاده هراز از قدیمی‌ترین جاده‌های جهان است.
پروژه جاده اتوموبیل رو هراز به عنوان ساخت راه میان تهران ـ آمل که به جاده هراز معروف است در سال ۱۳۳۴، آغاز شد. هزینه این پروژه ۳۰۰ میلیون ریال پیش‌بینی شده بود. جاده هراز در ۲۵ تیر ماه سال ۱۳۴۲ به عنوان یک راه دسترسی اصلی در دره هراز، توسط محمدرضا پهلوی به بهره‌برداری رسید. کار ساخت این جاده ۶ سال به طول انجامید. لوون پالانچیان در زمان ریاست ابوالحسن ابتهاج بر سازمان برنامه ساخت جاده هراز را پیشنهاد داده بود که مورد توجه اشرف پهلوی قرار گرفت.
طرح تعریض و چهار خطه کردن محور هراز از مهم‌ترین طرح‌های اداره کل راه و شهرسازی کشور محسوب می‌شود تا پایان پاییز سال ۱۴۰۲ بیشتر این جاده چهار خطه شده‌است و در مجموع فقط ۳۳ کیلومتر از آن هنوز به صورت دو خطه باقی مانده‌است، که چهار خطه کردن قسمت‌های باقی مانده نیز در دست انجام است. پیمانکار این طرح، قرارگاه خاتم‌الانبیا سپاه پاسداران است.

## موقعیت مسیر

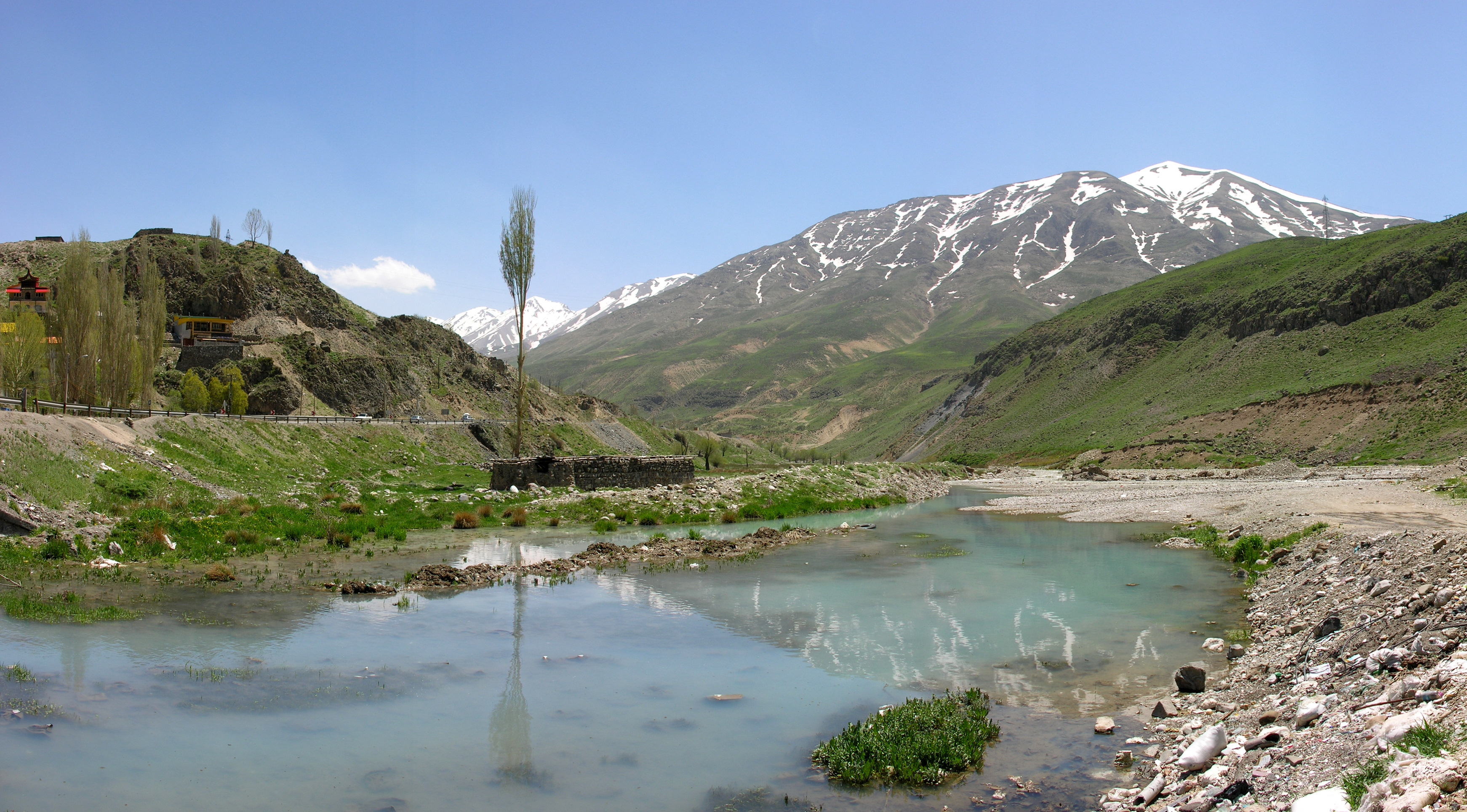
رودخانه لار (نزدیک به سرچشمه رودخانه هراز)

جاده هراز پس از عبور از شمال شهر دماوند بالادست دره مشاء، آبعلی، گردنه امامزاده هاشم، پلور، شهر گزنک و لاریجان را پشت سر می‌گذارد و در نهایت به شهر آمل متصل می‌شود.
در ۹۰ کیلومتری آمل راه فرعی لاسم-ارجمند به جاده فیروزکوه نیز از جاده هراز منشعب می‌شود.
جاده هراز دارای ۱۷ تونل است که مجموع طول این تونل‌ها به ۹۰۰۰ متر می‌رسد. طولانی‌ترین تونل در مسیر هراز، تونل امام زاده هاشم با طول ۳۲۹۰ متر است که در سال ۱۳۹۲ افتتاح شد. از دیگر تونل‌های این جاده عبارتند از: تونل وانا، لهاش، تونل سیاه بیشه، تونل دوآب، تونل گروازمال، تونل سیاه‌بند، تونل شکرالله رود، تونل احمدمال، تونل آیو و تونل نورانی نام برد. همچنین بهمن گیر امامزاده هاشم نیز با طول ۱۳۰۰ متر در این جاده قرار دارد.
در سال ۱۳۹۲ بزرگ‌ترین و طولانی‌ترین تونل جاده‌ای کشور به طول ۳۲۹۰ متر افتتاح شد، با بهره‌برداری از این طرح، فاصله ۲۱ کیلومتری منطقه پلور مازندران تا منطقه آبعلی تهران به ۱۲ کیلومتر کاهش یافت.

## اهمیت
جاده بین‌المللی هراز یکی از چهار محور ارتباطی شهر تهران به شمال ایران (جاده ها : هراز ، فیروزکوه ، چالوس و قزوین-رشت) است که به غیر از اتوموبیل های معمول، محل تردد کامیون‌های سنگین و ترانزیتی است. فقط در ایام نوروز نزدیک به ۵ میلیون نفر، یعنی حدود ۳۰٪ از مسافران نوروزی استان مازندران، از طریق این جاده وارد استان می‌شوند. استقبال تردد کنندگان از این جاده باعث شده‌است تا در برخی از روزهای سال، ترافیک ۱۷۰ کیلومتری در این جاده شکل بگیرد. روزنامه اطلاعات در ۳۰ تیر ۱۳۴۲ در صفحه اول خود از خالی شدن تهران از خودرو نوشت. براساس آمار پلیس راه ۴۰ هزار خودرو از جاده هراز عبور کرده و خود را به آمل رساندند. هجوم مردم به استان مازندران زیر ساخت‌های استان را به چالش کشید. اهمیت جاده هراز به گونه‌ای است که این محور با ۸۰ روستا و ییلاق، بیشترین ییلاقات روستایی را نسبت به سایر جاده‌های شمال ایران را به خود اختصاص داده‌است. آمار رسمی میراث فرهنگی و حمل و نقل نشان می‌دهد که سالانه بیش از ۲۰ میلیون گردشگر از محور هراز و شهر آمل وارد استان مازندران می‌شوند.

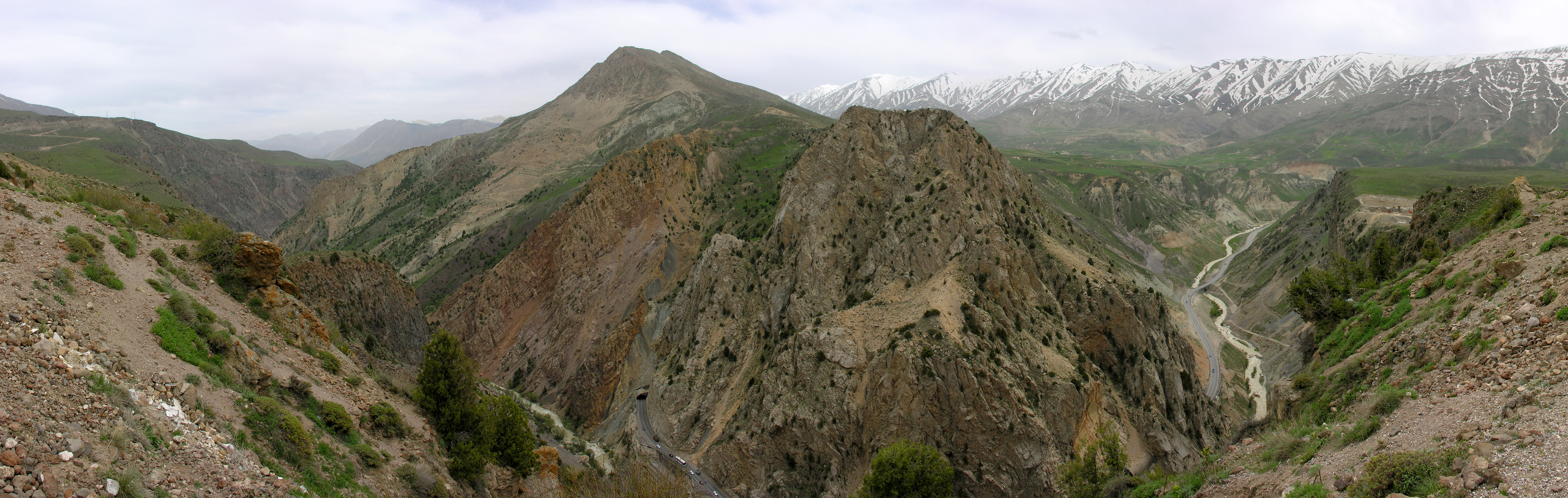
نمایی از جاده هراز و بخشی از رشته کوه البرز در منطقه زیار، بخش لاریجان در شهرستان آمل استان مازندران

## جاذبه‌های گردشگری

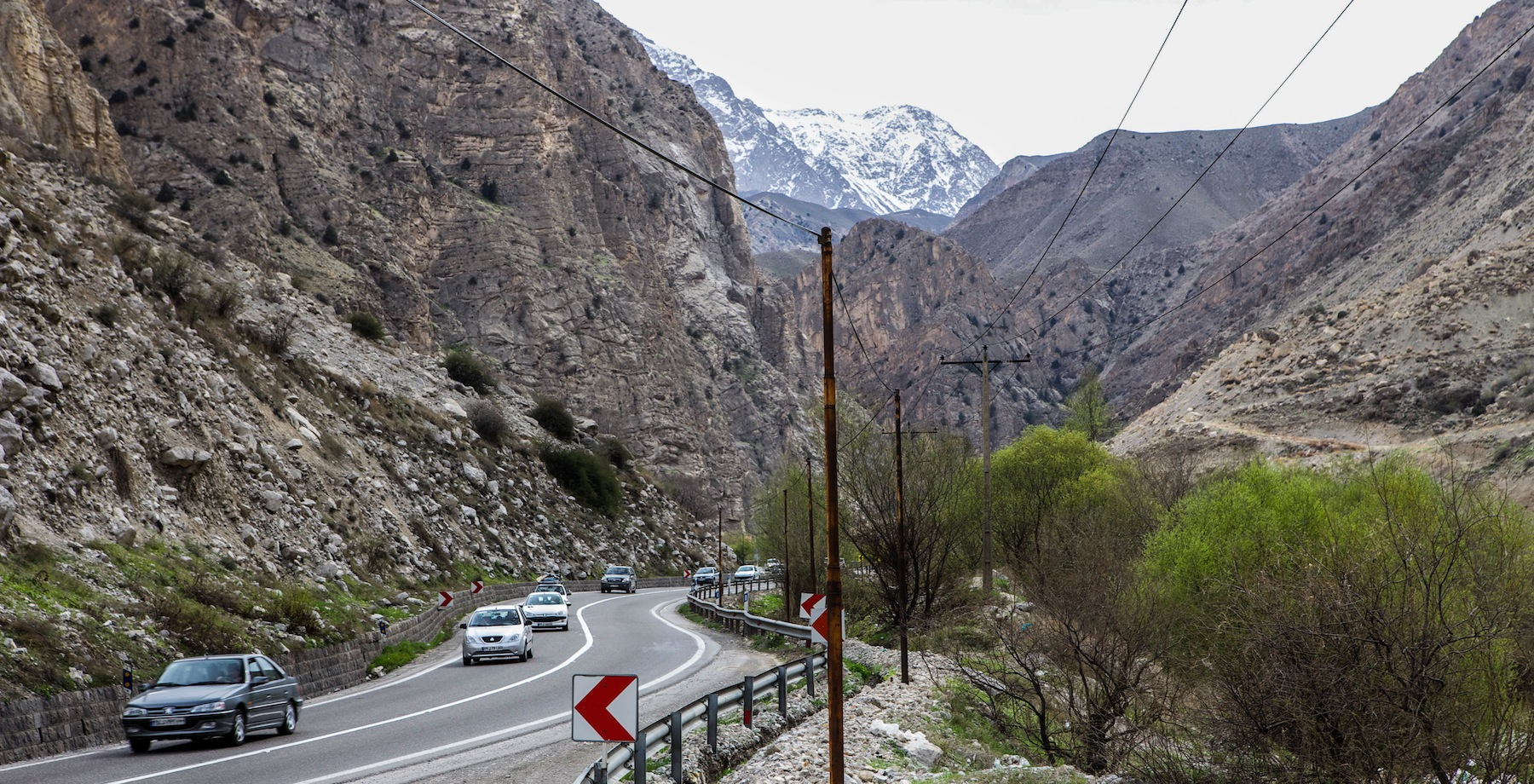
جاده هراز

جاده هراز دارای جاذبه‌های گردشگری زیادی است. ازجمله: قله دماوند، امام زاده هاشم، آبشار شاهان‌دشت، آبشار قلعه دختر، آبشار امیری، آبگرم لاریجان، سد لار، دریاچه ساهون، دشت و آبشار دریوک، قلعه ملک بهمن، غار گل زرد، استله‌سر، دخمه سنگی کافر کلی، شکل شاه، قلعه کهرود، دریاچه امامزاده علی (پشنگ)، حمام شاه عباسی، آبشار برز، آبشار ترا و پرومد امیری، آب اسک، آبگرم استراباکو بایجان، دره منظریه، دشت لرا، دشت شقایق، پل سنگی پلور، پارک جنگلی هراز، آبشارهای یخی دماوند و نوا، آبشار شیخ علی خان زیار، تخت فریدون، کاعون، پاشوره، غار آب اسک، دژمار امیری، برج سی شاهاندشت، منطقه ممنوعه شکار، و روستاهای و ییلاقات متعدد و امامزاده‌ها در داخل روستاها و چندین آبشار و غارهای دیگر و چند تپه و پرورش ماهی‌ها و برخی از مهم‌ترین جاذبه‌های طبیعی گردشگری این جاده هستند که در استان مازندران قرار دارند. همچنین کتیبه شکل شاه از جاذبه‌های تاریخی این جاده به‌شمار می‌روند.
مهم‌ترین جاذبه مذهبی جاده هراز، امامزاده هاشم است و بعد سه امامزاده دیگر که به ثبت ملی رسیده‌اند. این امامزاده در مرتفع‌ترین نقطه این جاده و در گردنههایی به همین نام واقع است. نسب او را به حسن مجتبی می‌رسانند. این امامزاده با شماره ۶۱۷ در فهرست آثار ملی ایران در محدوده شهرستان آمل به ثبت رسیده‌است. به نظر می‌رسد در گذشته در کنار این بقعه، کاروانسرایی وجود داشته که امروز اثری از آن به چشم نمی‌خورد.

## ادبیات
در جاده ی هراز، رودی پر از خروش،دشتی پر از علف
برمرکبی سوار، گم کرده راه خویش، تنها و بی هدف
دیدم کنار راه جایی نوشته بود، تهران از این طرف
یادت بهانه شد کم کم ترانه شد،،،تهران از این طرف

دیدم پرنده ای نوک میزند به برف،
با کوه گفتگو با قله ها به حرف
پر زد پرک پرک با بالهای سرد،
از شمشک و دیزین تا دره ی اوین
یادت بهانه شد کم کم ترانه شد،،،،تهران از این طرف 
هرساله نوبهار در عالم خیال رفتم سر قرار
پایین لاله زار میدان مولوی آنسوتر بهار
یادت بهانه شد کم کم ترانه شد،،،تهران از این طرف 
مردی که مینواخت در گرگ و میش شهر در نای نی لبک
مردی که میگریست با چشم آسمان بالاتر از ونک
یادت بهانه شد کم کم ترانه شد،،،
تهران از این طرف.... 
محمد صالح علاء

## ایمنی و امداد
آمار تصادفات رانندگی در جاده هراز بسیار بالا است. این جاده در زمان ساخت نیز کشته‌ها و زخمی‌های بسیاری برجای گذاشته‌است. از دیدگاه اداره راه و ترابری استان مازندران، کیلومتر ۱۸ تا ۲۲ جاده از رودهن به سمت امامزاده هاشم، بحرانی‌ترین قطعه این راه از دیدگاه سقوط بهمن است. اگر چه تونل بهمنگیر امامزاده هاشم، واکنشی به این خطر است، ولی این بهمن گیر در سال ۱۳۷۶ نتوانست از جان ۳۲ مسافری که در همین نقطه زیر بهمن ماندند حفاظت کند. در زمینه امداد نیز اورژانس هوایی آمل جهت امداد و نجات در محور مواصلاتی هراز راه اندازی شد که از اقدامات مهم و اثر گذار بوده‌است و با آغاز به کار اورژانس هوایی در جاده هراز سرعت انتقال مصدومان این محور پرتردد کشور از ۳۰ تا ۴۵ دقیقه به کمتر از ۵ دقیقه کاهش یافته‌است. با این وجود نتایج یک تحقیق دانشگاهی نشان می‌دهد که همچنان عامل انسانی مهم‌ترین عامل بروز سوانح در این جاده‌است.

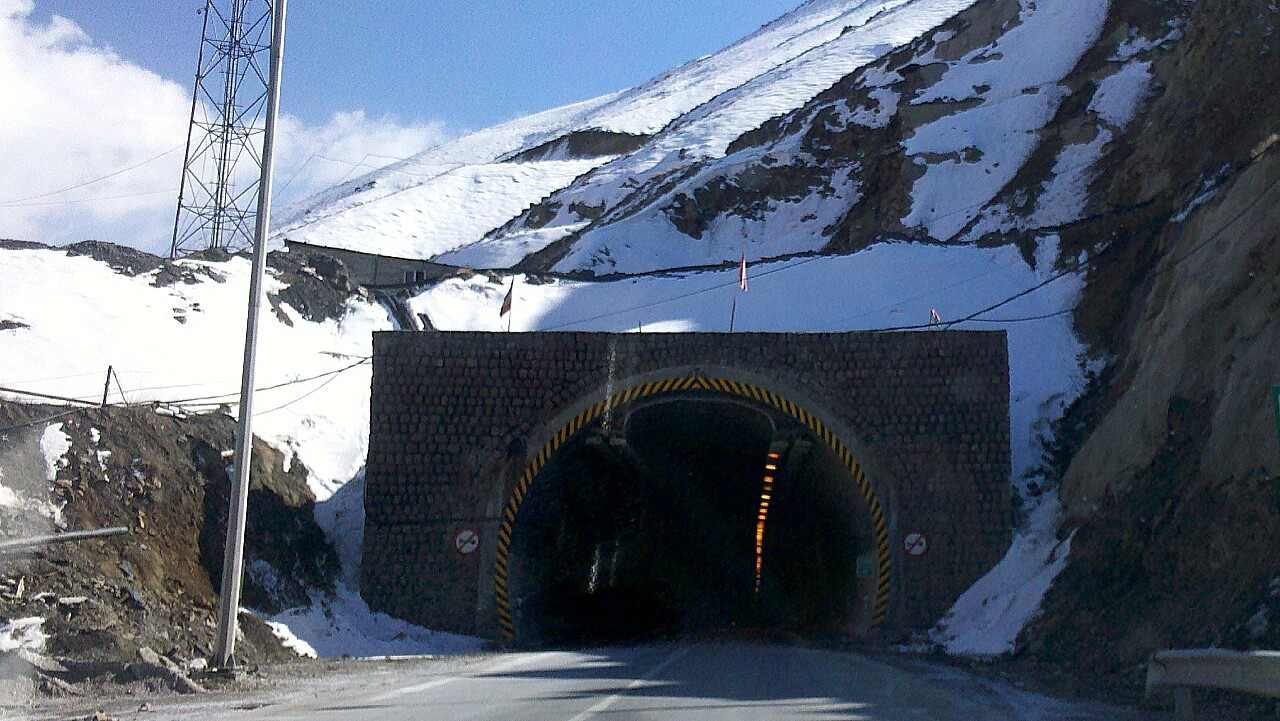
تونل امام زاده هاشم

علاوه بر سوانح جاده‌ای، آلودگی هوای داخل تونل‌های جاده هراز نیز بسیار فراتر از استانداردهای لازم بوده و خطراتی را برای تردد کنندگان ایجاد نموده‌است.

## زمین‌شناسی

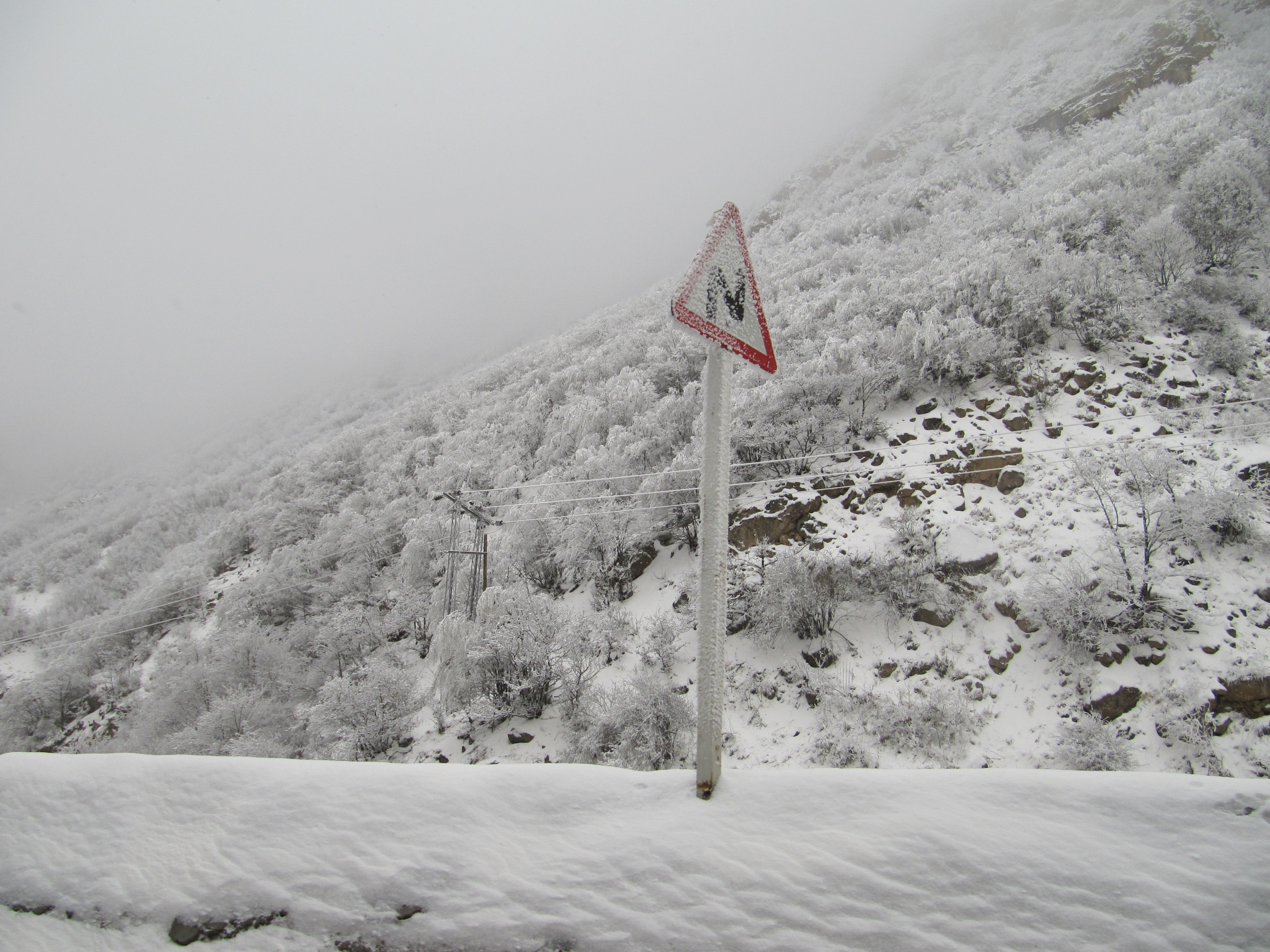
جاده هراز در زمستان

جاده هراز بر گستره‌ای از سنگهای کامبرین تا سنگ‌های کوارتزی بنا شده‌است. به لحاظ تنوع جنس سنگ‌های زیرساخت، ویژگی‌های زمین ساختی، خصوصیات آب و هوایی، ارتفاع از سطح دریا و همچنین فاصله جاده تا گسلهای بزرگ، امکان تحلیل متمرکز ناپایداری در این جاده وجود ندارد. مهم‌ترین عوامل زمین‌شناختی که موجب ناپایداری می‌شوند، گسل‌های راندگی بایجان و مشاء و همچنین آتشفشان دماوند است. بخشی از جاده بر روی رسوبات آبرفتی و خاکسترهای آتشفشانی ناپایدار دماوند احداث شده که همواره خطر زمین لغزشی از نوعی که در سال ۱۳۶۴ به وقوع پیوست را به همراه دارد. سنگ‌های کوارتز نیز که محصول آتشفشان دماوند هستند، در واکنش به تغییرات آب و هوایی و هوازدگی ناپایداری شدیدی از خود بروز می‌دهند.
سایر بخش‌های جاده، به خصوص در منطقه آب‌اسک نیز، همواره مرکز بزرگ‌ترین زمین‌لغزش‌های منطقه بود است.

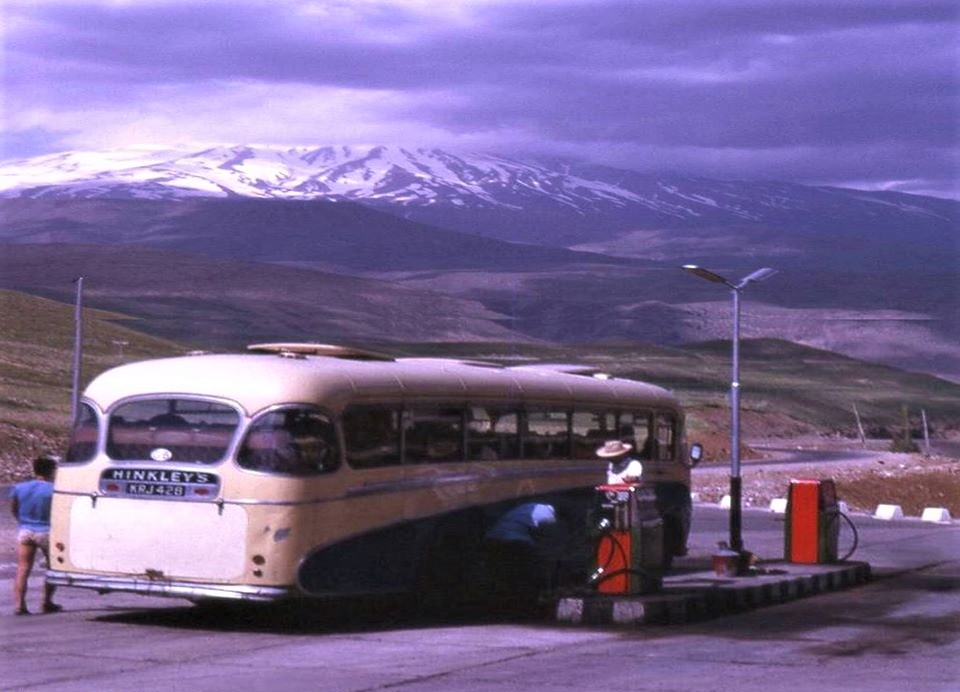
توریست‌های آمریکایی در منطقه پلور آمل در جاده هراز

## امکانات بین راهی
در جاده هراز امکانات متعدد بین راهی مانند رستوران و هتل و ویلا نیز وجود دارد و مجموعه‌های توریستی رفاهی مانند نارنجستان و پارک جنگلی میرزا کوچک خان و پنجاب و شاندیز نیز وجود دارد.

## تقاطع‌ها

### از بومهن تا تهران (جاده شهر دماوند)
|                         | آزادراه تهران-پردیس بزرگراه کمربندی بومهن بلوار امام خمینی (بومهن) |
| بومهن                   |                                                                    |
| پردیس                   |                                                                    |
|                         | بلوار خلیج فارس (پردیس) جاده پردیس-باغ کمش                         |
|                         | بلوار اصلی شهرک صنعتی خرمدشت                                       |
|                         | بلوار امیرکبیر (پردیس) بلوار امام رضا (پردیس)                      |
|                         | بلوار آرا                                                          |
| پردیس                   |                                                                    |
| دوربرگردان              |                                                                    |
| جاجرود                  |                                                                    |
| دوربرگردان              |                                                                    |
|                         | جاده سد لتیان                                                      |
|                         | خیابان جاجرود                                                      |
| جاجرود                  |                                                                    |
| دوربرگردان              |                                                                    |
|                         | جاده مرکز دفع پسماندهای ساختمانی و عمرانی تهران                    |
|                         | آزادراه تهران-پردیس                                                |
| تهران                   |                                                                    |
| سه راه آبعلی            | بزرگراه بابایی بزرگراه یاسینی                                      |
| از جنوب غرب به شمال شرق |                                                                    |

## نگارخانه

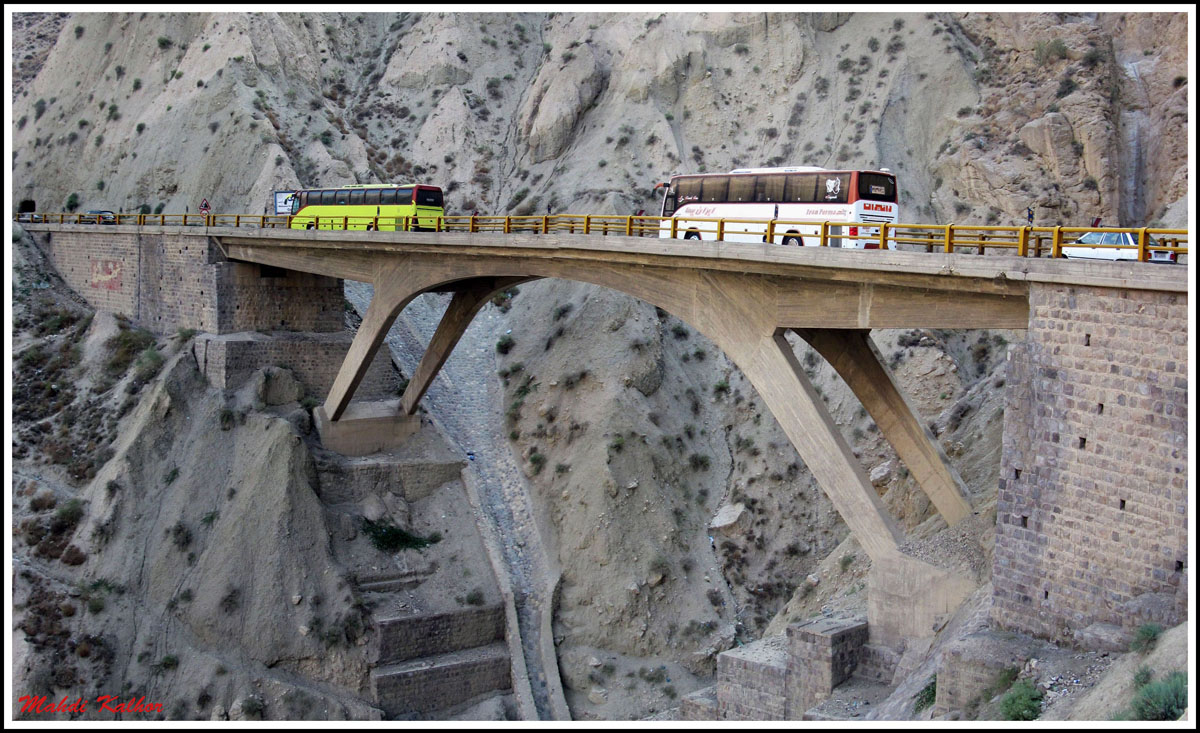
پل شماره ۲۱ جاده ۷۷ (جاده هراز)
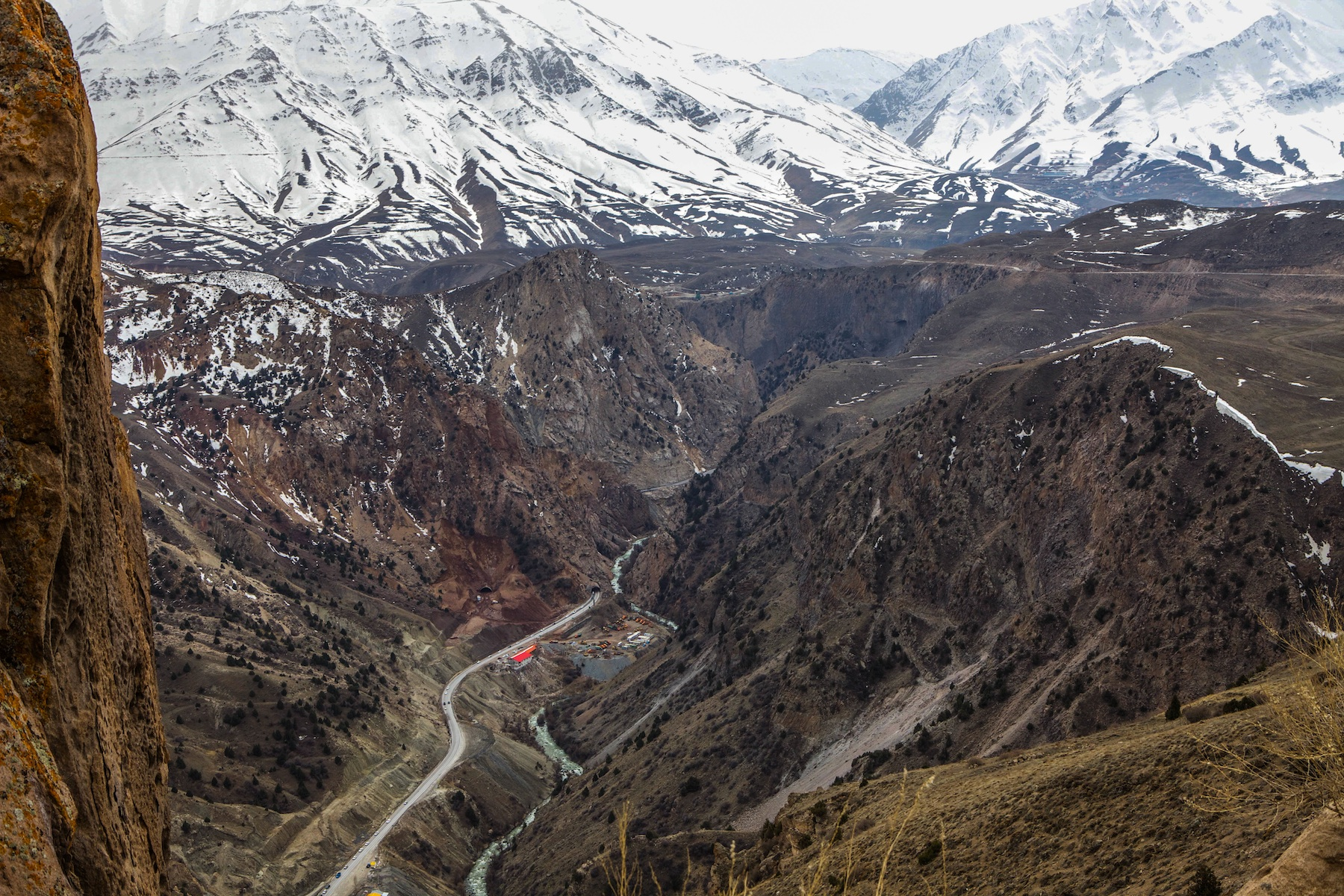
نمایی از جاده هراز
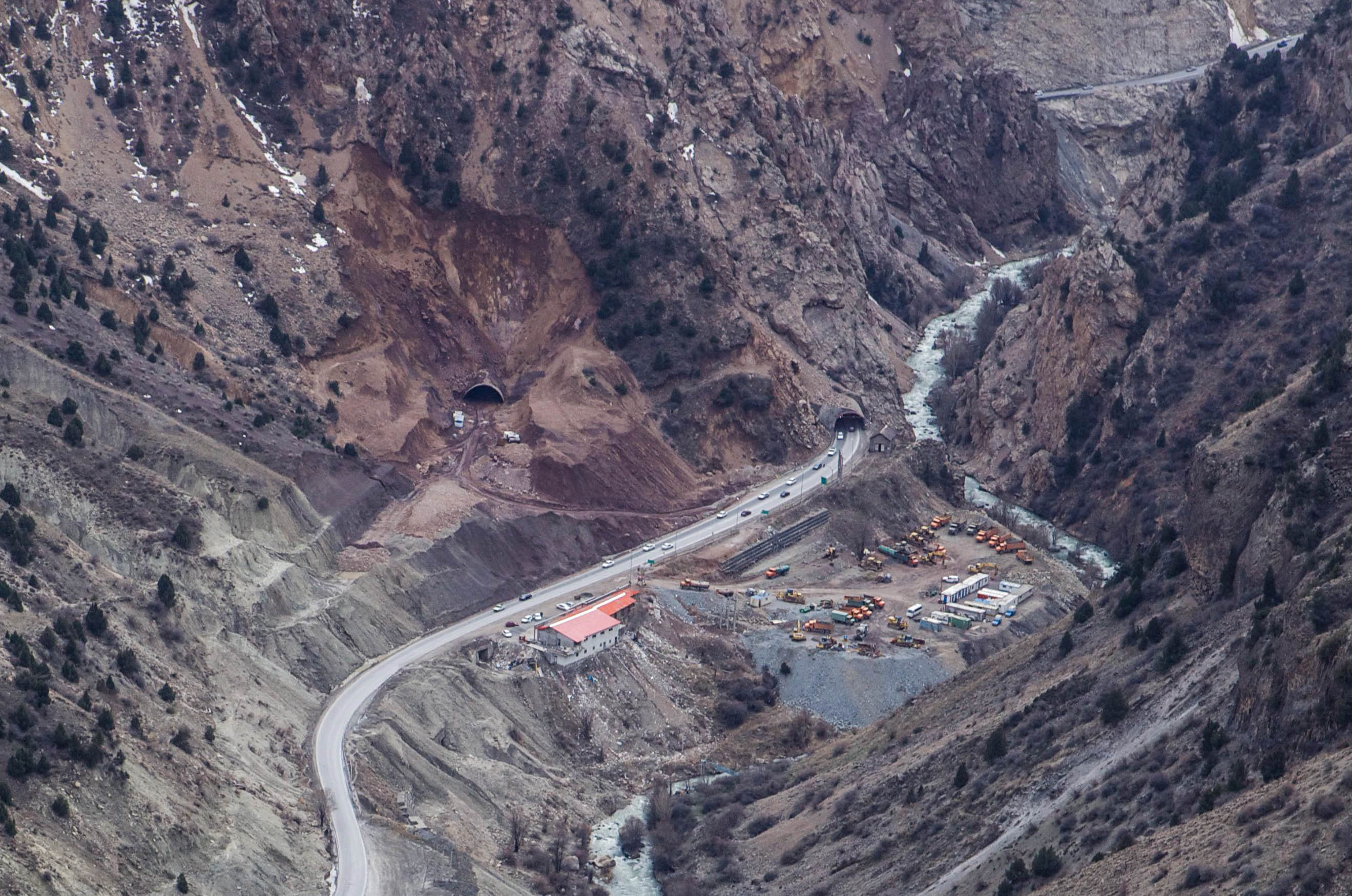
نمایی از جاده هراز
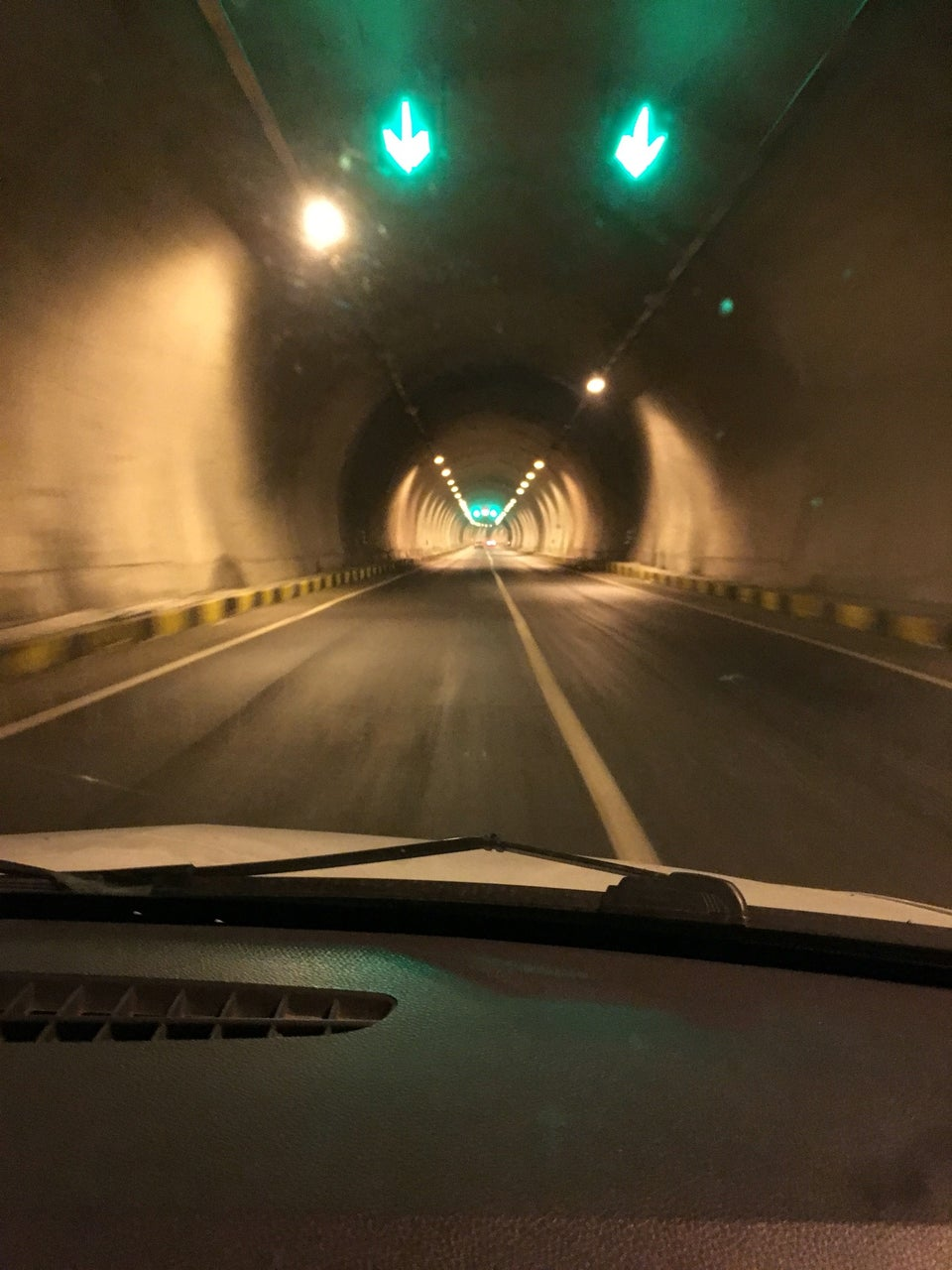
نمایی از یک تونل در جاده هراز
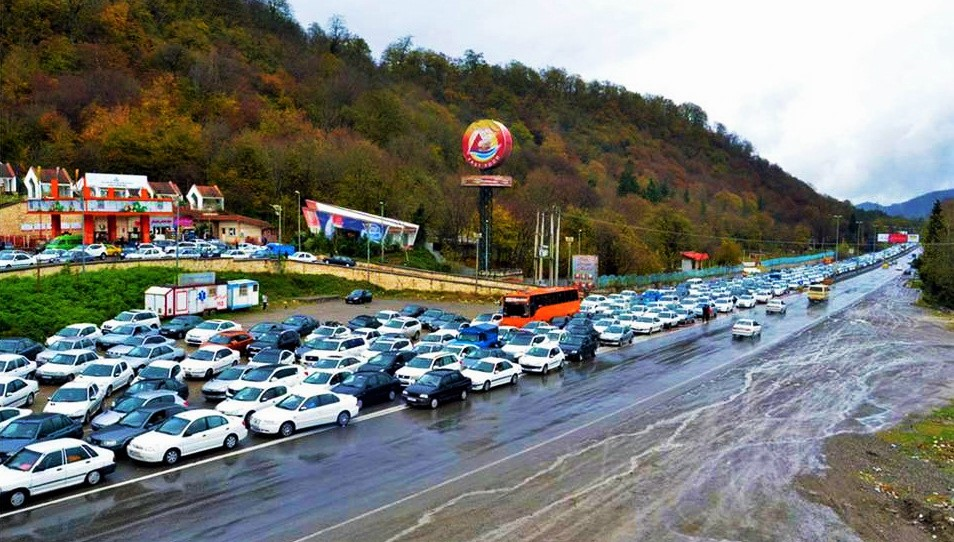
نمایی از ترافیک در منطقه نارنجستان آمل هراز